# 亘理町立吉田中学校
亘理町立吉田中学校（わたりちょうりつ よしだちゅうがっこう）は、宮城県亘理郡亘理町に位置する公立中学校である。

## 教育目標
- 礼儀・向上・健康[2]

## 沿革
- 1947年（昭和22年）4月 - 吉田村立吉田中学校が開校
- 1948年（昭和23年）4月 - 校舎（木造）落成
- 1955年（昭和30年）2月 - 町村合併により亘理町立吉田中学校に改称
- 1966年（昭和41年）5月 - 屋内体育館落成式
- 1972年（昭和47年）3月 - 新築校舎竣工
- 1980年（昭和55年）7月 - プール完成
- 1995年（平成7年）3月 - 校舎増改築完成

## 学区
- 亘理町立長瀞小学校の通学区域[3]